# ルーシの諸公国
本頁は、キエフ大公国の分裂期から、ロシア・ツァーリ国、ポーランド共和国の成立までの期間に誕生したルーシの諸公国（ルーシのしょこうこく）をまとめたものである。また、本頁ではいずれかの公国に属する分領公国をも含む。各公国は主としてロシア・ウクライナ・ベラルーシに存在したが、一部はポーランド、ラトビア等にあった。

## 公国の一覧
（留意事項）
- 公国名はロシア語表記からの転写に基づく。
- 公国の首都の日本語表記は、現在その市・自治体がある国の言語表記に基づく。ただし、キエフ、リャザンなど慣習的な名称のある地名はその限りではない。また、首都であった都市が現存していない場合はロシア語表記に基づく。
- 節の「○○地方」は便宜上の名称である。
- 一段下げ表記は、基本的にはその上位の公国からの分離・派生・統合等を示すが、単純に図式化できないものもある。詳しくは各項目を参照されたし。
- 以下の表記は、「公国名 - （首都 ・ 成立年 - 消滅年）cf.統治者一覧」の順で記載している。

### キエフ地方
キエフ大公国 - （キエフ・9世紀後半 - 1240年）cf.：キエフ大公
- キエフ公国 - （キエフ・1132年 - 1471年）cf.：キエフ大公・キエフ公
  - トルチェスク公国 - （トルチェスク・? - ?）
  - オーヴルチ公国 - （オーヴルチ）cf.オーヴルチ公
  - ヴィシゴロド公国 - （ヴィーシュホロド・1077年 - 1210年）cf.ヴィシゴロド公
  - ベルゴロド公国 - （ビロホロードカ）cf.：ベルゴロド公
  - コルスニ公国 - （コールスニ＝シェウチェーンキウシクィイ）
  - コテリニチェスク公国

### ペレヤスラヴリ地方
- ペレヤスラヴリ公国 - （ペレヤスラウ＝フメリニツキー・1054年 - 1239年）cf.：ペレヤスラヴリ公
  - ゴロデツ-オスチョール公国 - （オステール）

### ガーリチ・ヴォルィーニ地方
- ガーリチ公国 - （ハールィチ（1290年よりリヴィウ）・1084年 - 1352年）cf.：ガーリチ公
  - ペレムィシュリ公国 - （プシェムィシル・1085年 - 1269年）cf.：ペレムィシュリ公
  - ズヴェニゴロド公国 - （ズヴェヌィーホロド・1085年 - 1211年）cf.ズヴェニゴロド公
  - テレボヴリ公国 - （テレボーウリャ・1085年頃 - 1141年）cf：テレボヴリ公
  - ボルホフ公国(ru) - （カームヤネツィ＝ポジーリシクィイ / ? - 1240年代）
- ヴォルィーニ公国 - （ヴォロディームィル＝ヴォルィーンシキー・990年頃 - 1452年）cf.：ヴォルィーニ公
  - ベレスチエ公国(ru) - （ブレスト・1087年頃 - 1444年）cf.：ベレスチエ公
  - ブジスク公国 - （ブシク・1100年 - 1168年）cf.ブジスク公
  - ベルズ公国 - （ベルズ・1170年 - 1269年）cf.：ベルズ公
    - チェルヴェン公国 - （チェルヴェン(ru)・1170年 - 1171年、1195年 - ?）
      - ホルム公国 - （ヘウム・1263年 - 1366年）cf.：ホルム公

  - ルーツク公国 - （ルーツィク・1099年、1125年 - 1320年）cf.：ルーツク公
    - ペレソプニツァ公国 - （ペレソープヌィツャ・1146年 - 1238年）cf.：ペレソプニツァ公
    - クレメネツ公国 - （クレメネツィ・? - ?）
    - イジャスラヴリ公国 - （イジャスラウ・? - ?）
    - ドロゴブージ公国- （ドロホブージ・1085年頃 - 1227年)cf.：ドロゴブージ公
    - チャルトルィンスク公国 - （スタルィー＝チョルトルィーシク）
    - シュムスク公国 - （シュムシク）cf.シュムスク公
- ガーリチ・ヴォルィーニ公国 - （ヴォロディームィル＝ヴォルィーンシキー・1198年 - 1392年）cf.：ガーリチ・ヴォルィーニ大公、ルーシ王

### トゥーロフ・ピンスク地方
- トゥーロフ公国（トゥーロフ・ピンスク公国） - （トゥーラウ・998年頃 - 1167/1174年) cf.トゥーロフ公、トゥーロフ・ピンスク公
  - トゥーロフ公国 - （トゥーラウ・1167 / 1174年 - 1540年) cf.トゥーロフ公
  - ピンスク公国 - （ピンスク・1167 / 1174年 - 1521年) cf.ピンスク公
  - ドゥブロヴィツァ公国 - （ドゥブロヴィツャ・1167 / 1174年 - ?) cf.ドゥブロヴィツァ公
    - ステパニ公国 - （ステパニ・1230年頃 - ?) cf.ステパニ公

  - スルツク公国 - （スルツク・1142 / 1147年 - 1587年)cf.スルツク公
  - クレツク公国 - （クレツク・1142年 / 1147年 - 1521年）
- グロドノ公国 - （フロドナ・1116年 - 1413年)cf.グロドノ公
  - ヴォルコヴィスク公国 - （ヴァウカヴィスク・1147年 - 1431年)
    - スロニム公国 - （スロニム・1260年代 - ?）

  - ノヴォグルドク公国 - （ナヴァフルダク・1147年 - 1431年)

### ポロツク地方
- ポロツク公国 - （ポラツク・960年頃 - 1307 / 1399年) cf.ポロツク公
  - ルコームリ公国 - （ルコームリ） cf.ルコームリ公
  - ミンスク公国 - （ミンスク・1070年代 - 1326 / 1407年） cf.ミンスク公
    - スヴィスロチ公国 - （スヴィスラチ・1140年代 - 1326 / 1407年）

  - ドルツク公国 - （ドルツク・1101年 - 1508年） cf.ドルツク公
  - イジャスラヴリ公国 - （ザスラーウエ・1070年代 - 1326年）cf.イジャスラヴリ公
    - ロゴジュスク公国 - （ラホイスク・1150年頃 - 1326年）cf.ロゴジュスク公

  - ヴィテプスク公国 - （ヴィーツェプスク・1101年 - 1320 / 1392年） cf.ヴィテプスク公
    - ウスヴャートィ公国 - （ウスヴャートィ・1140年代 - 1320年）

  - ゲルツィケ公国 - （Jersika(ru)（注：ラトビア語表記）・1180 / 1186年 - 1208年）
  - クケイノス公国 - （Koknese(ru)（注：ラトビア語表記）・1180 / 1186年 - 1225年以降）
  - ストレジェフ公国 - （ストレジェフ・1159年 - ？）
  - ヴィリニュス公国？ - （ヴィリニュス・1070年代 - 1413年）

### スモレンスク地方
- スモレンスク公国 - （スモレンスク・990年頃 - 1404年） cf.スモレンスク公
  - トロペツ公国 - （トロペツ・1167年- 1320年）cf.トロペツ公
    - ルジェフ公国 - （ルジェフ・1408年 - 1410年、1462年 - 1526年）cf.ルジェフ公

  - ムスチスラヴリ公国 - （ムスツィスラウ・12世紀 - 1529年） cf.ムスチスラヴリ公
  - ヴャジマ公国 - （ヴャジマ・1190年 - 1403 / 1494年）cf.ヴャジマ公
  - フォミン・ベレズー公国(ru) - （フォミンゴロド(ru)・1206年 - 1404年）
  - クラスノエ公国
  - ヴァシリエフ公国
  - ドロゴブージ公国 - （ドロゴブージ・1343年頃 - 1505年）
  - ポルホフ公国(ru) - （ポルホフ・1386年 - 1442年）
  - モジャイスク公国(ru) - （モジャイスク・1279年 - 1303年、モスクワ大公国の分領公国として1389年 - 1492年）

### ノヴゴロド地方
- ノヴゴロド公国（ノヴゴロド共和国） - （ノヴゴロド・9世紀 - 1478年）cf.ノヴゴロド公
  - プスコフ公国（プスコフ共和国） - （プスコフ・1200年代 - 1510年）cf.プスコフ公

### チェルニゴフ地方
（オカ川上流公国群を含む）
- チェルニゴフ公国 - （チェルニーヒウ・1024年 - 1330年）cf.：チェルニゴフ公
  - フシチイシュ公国 - （フシチイシュ・1156年 - 1240年）
  - ブリャンスク公国 - （ブリャンスク・1240年頃 - 1430年）cf.：ブリャンスク公
  - カラチェフ公国 - （カラチェフ・1246年頃 - 1360年）cf.カラチェフ公
    - ズヴェニゴロド公国 - （ズヴェニゴロド・ナ・オケ・1340年頃 - 1504年）cf.ズヴェニゴロド公
    - コゼリスク公国 - （コゼリスク・1235年頃 - 1445年）cf.コゼリスク公

  - タルーサ公国 - （タルーサ・1246年 - 1392年）cf.タルーサ公
    - スラシィ公国(ru) - （スラシィ・? - ?）
    - ヴォルコナ公国 - （ヴォルコナ・1270年頃 - 1470年）
    - コニン公国(ru) - （コニン・? - ?）
    - オボレンスク公国 - （オボレンスク(ru)・1270年頃 - 1494年）cf.オボレンスク公
    - ムィシュエグダ公国 - （ムィシュエグダ・1270年頃 - 1488年）

  - リュブトスク公国 - （リュブトスク(ru)・1235年頃 - 1445年）
  - メゼツク公国(ru) - （メシチョフスク・1360年頃 - 1504年）
    - バリャティノ公国(ru) - （バリャティノ(ru)・1450年頃 - 1504 / 1509年）

  - モサリスク公国(ru) - （モサリスク・1350年頃 - 1494年）
  - ペレムィシュリ公国(ru) - （ペレムィシュリ・ナ・オケ・? - ?）
  - スタロドゥーブ公国 - （スタロドゥーブ・1406年頃 - 1503年）cf.スタロドゥーブ公
  - ゴメリ公国 - （ホメリ・? - ?）
  - スノフスク公国 - （スノフスク・? - ?）
  - ペレイスク公国 - （ペレイスク・? - ?）
  - トロステナ公国 - （トロステナ・1460年頃 - 1490年）
- ノヴゴロド・セヴェルスキー公国 - （ノーウホロド＝シーヴェルシクィイ・1096年頃 - 1494年）cf.ノヴゴロド・セヴェルスキー公
  - クルスク公国 - （クルスク・1095年頃 - 1270年）cf.クルスク公
  - ルィリスク公国 - （ルィリスク・1152年頃 - 1523年）cf.ルィリスク公
  - プチヴリ公国 - （プティーウリ・1150年頃 - 1500年）cf.プチヴリ公
  - グルホフ公国 - （フルーヒウ・1246年頃 - 1407年）cf.グルホフ公
    - ノヴォシリ公国 - （ノヴォシリ・12世紀中期 - 1425年）cf.ノヴォシリ公
      - ベリョーフ公国(ru) - （ベリョーフ・1468年 - 1558年）
      - ヴォロトィンスク公国 - （ヴォロトィンスク・1455年頃 - 1573年）
      - オドエフ公国 - （オドエフ・1455年頃 - 1407年）

  - トルブチェフスク公国 - （トルブチェフスク・1392年頃 - 1500年）cf.トルブチェフスク公
  - ウスチエ公国 - （ウストィ・14世紀）

（タマン半島）
- トムタラカニ公国 - （トムタラカニ(ru)・988年頃 - 1100年）cf.トムタラカニ公

### ムーロム・リャザン地方
- ムーロム公国（ムーロム・リャザン公国） - （ムーロム・989年 - 1393年） cf.ムーロム公
  - リャザン公国（リャザン大公国） - （リャザン（現スターラヤ・リャザン(ru)）、1237年よりペレヤスラヴリ・リャザンスキー（現リャザン・1129年 - 1521年）
    - エレツ公国(ru) - （エレツ・1370年頃 - 1483年）
    - リペツク公国(ru) - （リペツク・1283年頃 - ?）
    - ヴォルゴル公国 - （ヴォルホル(ru)・1202年以降 - ?）

  - プロンスク公国 - （プロンスク・1129年 - 1465年）cf.プロンスク公
  - ベルゴロド公国 - （ベルゴロド・リャザンスキー・1149年頃 - 1205年）
  - コロムナ公国 - （コロムナ・1165年頃 - 1301年）cf.コロムナ公

### ウラジーミル・スーズダリ地方
ロストフ・スーズダリ公国 / ウラジーミル・スーズダリ公国 / ウラジーミル大公国 - （ロストフ、スーズダリを経てウラジーミル・1157年 - 1389年）
- ニジニ・ノヴゴロド・スーズダリ大公国(ru) - （スーズダリ、1350年からニジニ・ノヴゴロド・1328年 - 1424年）
  - スーズダリ公国 - （スーズダリ）cf.スーズダリ公
  - ニジニ・ノヴゴロド公国 - （ニジニ・ノヴゴロド）
    - ゴロデツ公国(ru) - （ゴロデツ・1264年 - 1403年）
    - シューヤ公国(ru) - （シューヤ・1387年 - 1420年）
- ペレヤスラヴリ・ザレスキー公国 - （ペレスラヴリ・ザレスキー・1175年 - 1302年）cf.ペレヤスラヴリ・ザレスキー公
- ロストフ公国 - （ロストフ - 989年頃 - 1474年）cf.ロストフ公
  - ウスチュグ公国 - （ヴェリキイ・ウスチュグ - 1354年 - 1474年）
  - Бохтюжское княжество(ru) - （不明・1364年 - 1434年）
- ヤロスラヴリ公国 - （ヤロスラヴリ・1218年 - 1463年）cf.ヤロスラヴリ公
  - モロガ公国 - （モロガ(ru) - 1325年頃 - 1450年頃）
    - シュモロヴォ公国 - （シュモロヴォ・1365年頃 - 1420年頃）
    - プロゾロフ公国 - （プロゾロフ・1408年頃 - 1460年頃）
      - スドカ公国 - （ストカ）

    - シチ公国 - （ネコウズ？・1408年頃 - 1460年頃）

  - ロマノフ公国 - （トゥターエフ・1345年 - ?）
    - Кубенское княжество(ru) - （不明・? - 1447年）
    - Шехонское княжество(ru) - （クニャージュィチゴロド・1410年頃 - 1460年頃）
    - Ухорское княжество(ru) - （不明・1420年頃 - 1470年頃）

  - Шекснинское княжество - （不明・1350年頃 - 1480年）
  - Новленское княжество(ru) - （不明・1400年頃 - 1470年頃）
  - ザオゼロ公国(ru) - （ウスティエ・1400年頃 - 1447年）
  - クルバ公国(ru) - （クルバ・1425年頃 - 1455年頃）
- ウグリチ公国 - （ウグリチ・1216年 - 1591年）cf.ウグリチ公
- ベロオゼロ公国 - （ベロゼルスク、1432年からヴェレヤ(ru)・1238年 - 1486年）cf.ベロオゼロ公
  - Сугорское княжество(ru) - （不明・1345年 - 1375年）
  - Шелешпанское княжество(ru) - （1375年 - 1410年頃）
  - ケミ公国(ru) - （ケミ・1375年頃 - 1430年頃）
  - カルゴロム公国(ru) - （不明・1375年頃 - 1410年頃）
    - Ухтомское княжество - （不明・1410年頃 - 1450年頃）

  - Дябринское княжество - （不明・? - ?）
  - アンドマ公国(ru) - （不明・1385年頃 - 1430年頃）
  - Вадбольское княжество(ru) - （不明・1410年頃 - 1450年頃）
  - ベロエ・セロ公国(ru) - （ベロエ・セロ・1385年頃 - 1470年頃）
- スタロドゥーブ公国 - （スタロドゥーブ・ナ・クリャージメ・1238年 - 1460年）cf.スタロドゥーブ公
  - ポガル公国(ru) - （ポガル・1390年頃 - 1470年頃）
  - リャポロヴォ公国(ru) - （リャポロヴォ・1390年頃 - 1440年頃）
  - パレフ公国(ru) - （パレフ・1390年頃 - 1470年頃）
  - Кривоборское княжество - （不明・1440年頃 - 1470年頃）
  - Льяловское княжество - （不明・1440年頃 - 1460年頃）
  - ゴリベソヴォ公国(ru) - （ゴリベソヴォ・1410年頃 - 1510年頃）
  - ロモダノヴォ公国(ru) - （ロモダノヴォ・1410年頃 - 1440年頃）
- ガーリチ（ガーリチ・メリスキー）公国(ru) - （ガーリチ（ガーリチ・メリスキー）・1246年 - 1453年）
- ユーリエフ（ユーリエフ・ポリスキー）公国(ru) - （ユーリエフ・ポリスキー・1212年頃 - 1345年）
- コストロマ公国 - （コストロマ・1246年 - 1303年）
- ドミトロフ公国(ru) - （ドミトロフ・1238年 - 1569年）
- トヴェリ公国（トヴェリ大公国） - （トヴェリ・1242年 - 1490年）cf.トヴェリ大公
  - カシン公国 - （カシン・1318年 - 1426年）cf.カシン公
  - ホルム公国 - （ホルム・1319年 - 1508年）cf.ホルム公
  - ドロゴブージ公国  - （ドロジャエヴォ - 1318年 - 1486年）cf.ドロゴブージ公
  - ズブツォフ公国 - （ズブツォフ・1318年 - 1460年）
  - ミクリン公国 - （ミクリノ・1339年 - 1485年）cf.ミクリン公
  - Городенское княжество - （ゴロドニャ(ru)・1425年 - 1435年）
  - Телятевское княжество(ru) - （1397年 - 1437年）
  - チェルニャティン公国(ru) - （チェルニャティノ・1406年 - 1490年）
- モスクワ公国（モスクワ大公国） - （モスクワ・1276年 - 1547年）
  - Серпуховско-Боровское княжество（セルプホフ公国）(ru) - （セルプホフ・1341年 - 1472年）
  - ズヴェニゴロド公国 - （ズヴェニゴロド・1331年 - 1492年）
  - ヴォログダ公国(ru) - （ヴォログダ・1433年 - 1481年）
  - ヴェレヤ公国(ru) - （ヴェレヤ(ru)・1433年 - 1481年）
  - ヴォロク・ラムスキー公国(ru) - （ヴォロコラムスク・1408年 - 1410年、1462年 - 1513年）
  - ルザ公国 - （ルザ・1494年 - 1503年）
  - スターリツァ公国(ru) - （スターリツァ・1519年 - 1563年）
  - カルーガ公国 - （カルーガ・1505年 - 1518年）

## 主な関連国・勢力
- ビザンツ帝国
- ペチェネグ族
- ポロヴェツ族
- ハンガリー王国
- ポーランド王国
- リトアニア大公国
- ジョチ・ウルス
- 北方十字軍（リヴォニア帯剣騎士団）
- スウェーデン王国
- クリミア・ハン国
- カザン・ハン国
- アストラハン・ハン国
- ヴェリーキー・ペルム公国(ru)：モスクワ大公国に所属